# Leucopsacus orthodocus
Leucopsacus orthodocus is een sponssoort in de taxonomische indeling van de glassponzen (Hexactinellida). De spons leeft diep in zee. Het skelet van de spons bestaat uit spicula van kiezel.
De spons behoort tot het geslacht Leucopsacus en behoort tot de familie Leucopsacidae. De wetenschappelijke naam van de soort werd voor het eerst geldig gepubliceerd in 1898 door Ijima.